# Rhynchocyclus fulvipectus
El picoplano pechirrufo (Rhynchocyclus fulvipectus), también denominado picoplano pectoral (en Colombia), picoplano pechifulvo (en Ecuador), pico chato pechifulvo (en Venezuela), pico-plano de pecho leonado (en Perú) o pico chato de pecho moteado,  es una especie de ave paseriforme de la familia Tyrannidae perteneciente al género Rhynchocyclus. Es nativa de regiones andinas del oeste de América del Sur.

## Distribución y hábitat
Se distribuye por los Andes del oeste de Venezuela (Táchira), Colombia (cordillera occidental, también localmente en la parte norte de la cordillera central y en la pendiente oeste de la cordillera oriental en Cundinamarca), noroeste y este de Ecuador, este de Perú y noroeste de Bolivia (al sur hasta Cochabamba).

Esta especie es considerada poco común en su hábitat natural: el sotobosque de selvas húmedas montanas, principalmente entre los 800 y los 2000 m de altitud.

## Sistemática

### Descripción original
La especie R. fulvipectus fue descrita por primera vez por el zoólogo británico Philip Lutley Sclater en 1860 bajo el nombre científico Cyclorhynchus fulvipectus; su localidad tipo es: «Nanegal, Quito, Ecuador».

### Etimología
El nombre genérico masculino «Rhynchocyclus» es un anagrama del género sinónimo «Cyclorhynchus» que se compone de las palabras del griego «kuklos» que significa ‘círculo’, ‘escudo’, y «rhunkhos» que significa ‘pico’; y el nombre de la especie «fulvipectus» se compone de las palabras del latín «fulvus»  que significa ‘color leonado’, y «pectus» que significa ‘pecho’.

### Taxonomía
Es monotípica.